# Sidney Weintraub
Sidney Weintraub (Nueva York, 18 de mayo de 1922-Cuernavaca, 10 de abril de 2014) fue un economista, funcionario del servicio exterior, profesor, autor de no ficción y novelista estadounidense. Después de desempeñarse como funcionario en el Departamento de Estado de los Estados Unidos, fue profesor en la Escuela de Asuntos Públicos Lyndon B. Johnson de la Universidad de Texas en Austin desde 1976 a 1994; siendo profesor emérito a partir de entonces. De 1994 a 2011 fue profesor titular de la Cátedra William E. Simon en Economía Política del Centro de Estudios Estratégicos e Internacionales en Washington D. C..

## Biografía

### Primeros años
Sidney Weintraub nació el 18 de mayo de 1922 en Nueva York; hijo de Reuben y Anna (Litwin) Weintraub. Estudió en el City College donde obtuvo un BBA en 1943. Obtuvo su maestría en periodismo en la Universidad de Misuri en 1948 y su maestría en economía en la Universidad Yale en 1958. Obtuvo su Ph.D. en economía en la Universidad Americana en 1966.
Hizo su servicio militar en el Ejército de los Estados Unidos durante la Segunda Guerra Mundial, de 1943 a 1946.

### Carrera
A partir de 1949 trabajó para el Departamento de Estado de los Estados Unidos como funcionario del servicio exterior en Madagascar, México, Japón, Tailandia y Chile. En Chile de 1966 a 1969 (durante la presidencia demócrata cristiana de Eduardo Frei), fue simultáneamente Consejero Económico de la Embajada de Estados Unidos y jefe de la misión AID.
A principios de la década de 1960, Weintraub escribió dos novelas de suspenso sobre el halcón de noticias Roscoe Barber. En la novela Mexican Slay Ride, ambientada en México, donde Weintraub había sido diplomático, Barber busca a los asesinos de una mujer y finalmente descubre una red de contrabando de drogas. Al revisar el libro en The Saturday Review, "Sergeant Cuff" llamó al libro "Colorido y ruidoso".
En el Departamento de Estado de Estados Unidos, Weintraub se convirtió en subsecretario adjunto de Finanzas Internacionales y Desarrollo de 1969 a 1974. Fue Administrador Asistente de Coordinación de Desarrollo Interinstitucional de 1974 a 1975, y también Director Ejecutivo del comité.
De 1976 a 1994 fue profesor en la Escuela de Asuntos Públicos Lyndon B. Johnson de la Universidad de Texas en Austin. (emérito después de 1994), y fue el director fundador del programa de la Escuela LBJ en estudios de política entre Estados Unidos y México. De 1994 a 2011, ocupó la Cátedra William E. Simon de Economía Política en el Centro de Estudios Estratégicos e Internacionales de Washington D. C.
Fue miembro principal de la Institución Brookings de 1978 a 1979 y consultor económico internacional de 1981 a 1982. Su trabajo sobre la economía política mexicana y las relaciones entre Estados Unidos y México fue influyente y, entre otras cosas, ayudó a sentar las bases intelectuales del Tratado de Libre Comercio de América del Norte (TLCAN). En 2006 el gobierno mexicano le otorgó la Orden del Águila Azteca, la más alta condecoración que otorga México a los extranjeros.
Después de 1994, Weintraub siguió siendo miembro del consejo asesor del Instituto de Estudios Latinoamericanos y la Oficina de Estudios Mexicanos de la Universidad de Texas en Austin. Perteneció a la Sociedad para el Desarrollo Internacional, la Asociación Económica Estadounidense y la Asociación Estadounidense del Servicio Exterior.

### Vida personal
Weintraub estuvo casado con Gladys Katz Weintraub desde el 11 de agosto de 1946 hasta su muerte en 2001. Tuvieron tres hijos: Jeff (nacido en Nueva York), Marcia (nacida en Antananarivo) y Deborah (nacida en Ciudad de México). Desde 2004 hasta su muerte estuvo casado con Elizabeth Midgley. Perteneció al Club Cosmos. Weintraub falleció el 10 de abril de 2014 en su residencia de Cuernavaca, Morelos.

## Obra seleccionada

### Novelas
- Mexican Slay Ride. Abelard-Schuman. 1962.
- The Siamese Coup Affair. London: T. V. Boardman. 1963.

### Libros de no ficción
- The Foreign Exchange Gap of the Developing Countries. Princeton University Press. 1965.
- Trade Preferences for Less-Developed Countries. Praeger. 1967.
- United States-Latin American Trade and Financial Relations: Some Policy Recommendations. Santiago, Chile: CEPAL. 1977.
- The Government-Private Joint Venture as a Confidence Builder in Non-Fuel Minerals Investment. Austin, Texas: Office for Public Sector Studies, Institute of Latin American Studies, University of Texas at Austin. 1979.
- The Illegal Alien from Mexico: Policy Choices for an Intractable Issue. University of Texas Press. 1980. ISBN 9780292738225.
- (Coauthor with Stanley R. Ross) "Temporary" Alien Workers in the United States: Designing Policy from Fact and Opinion. Boulder, Colorado: Westview Press. 1982.Boulder, Colorado: Westview Press. 1982.
- Free Trade between Mexico and the United States. Brookings Institution. 1984.
- Industrial Strategy and Planning in Mexico and the United States. Westview Press. 1986. ISBN 9780813372686.
- Mexican Trade Policy and the North American Community. Washington, DC: Center for Strategic and International Studies. 1988.
- NAFTA: What Comes Next?. Westport, Connecticut: Praeger. 1994. (foreword by Paul A. Volcker)
- NAFTA at Three: A Progress Report. Washington, DC: Center for Strategic and International Studies. 1997. (foreword by Julius Katz)
- The Dynamics of Mexican Emigration [La dinamica de la emigracion mexicana]. Mexico: Center for Investigations and Superior Studies in Social Anthropology / Miguel Angel Porrua Editorial Group. 1999.
- (Project co-director with Douglas Johnston) Altering U.S. Sanctions Policy: Final Report of the CSIS Project on Unilateral Economic Sanctions. Washington, DC: Center for Strategic and International Studies. 1999.Washington, DC: Center for Strategic and International Studies. 1999.
- Technical Cooperation Needs for Hemispheric Trade Negotiations. Washington, DC: CIDI. 1999.
- Development and Democracy in the Southern Cone: Imperatives for U.S. Policy in South America. Washington, DC: Center for Strategic and International Studies. 2000.
- Financial Decision-Making in Mexico: To Bet a Nation. Pittsburgh, PA: Pittsburgh. 2000.
- Free Trade in the Americas: Economic and Political Issues for Governance and Firms. Northampton, MA: Edward Elgar. 2004.
- Issues in International Political Economy: Constructive Irreverence. Washington, DC: CSIS. 2004.
- NAFTA's Impact on North America: The First Decade. Washington, DC: CSIS. 2004.
- Energy Cooperation in the Western Hemisphere: Benefits and Impediments. Washington, DC: CSIS. 2007.
- Unequal Partners: The United States and Mexico. Pittsburgh, PA: Pitt Latin American Studies. 2010.